# Marianów (Solec nad Wisłą)
Pour les articles homonymes, voir Marianów.
Marianów (prononciation : [maˈrjanuf]) est un village polonais de la gmina de Solec nad Wisłą dans le powiat de Lipsko de la voïvodie de Mazovie dans le centre-est de la Pologne.
Il se situe à environ 7 kilomètres au sud de Solec nad Wisłą (siège de la gmina), 13 km au sud-est de Lipsko (siège du powiat) et à 138 km au sud-est de Varsovie (capitale de la Pologne).
Le village possède approximativement une population de 50 habitants en 2006.

## Histoire
De 1975 à 1998, le village appartenait administrativement à la voïvodie de Radom.